# St. Georg (Bad Salzdetfurth)

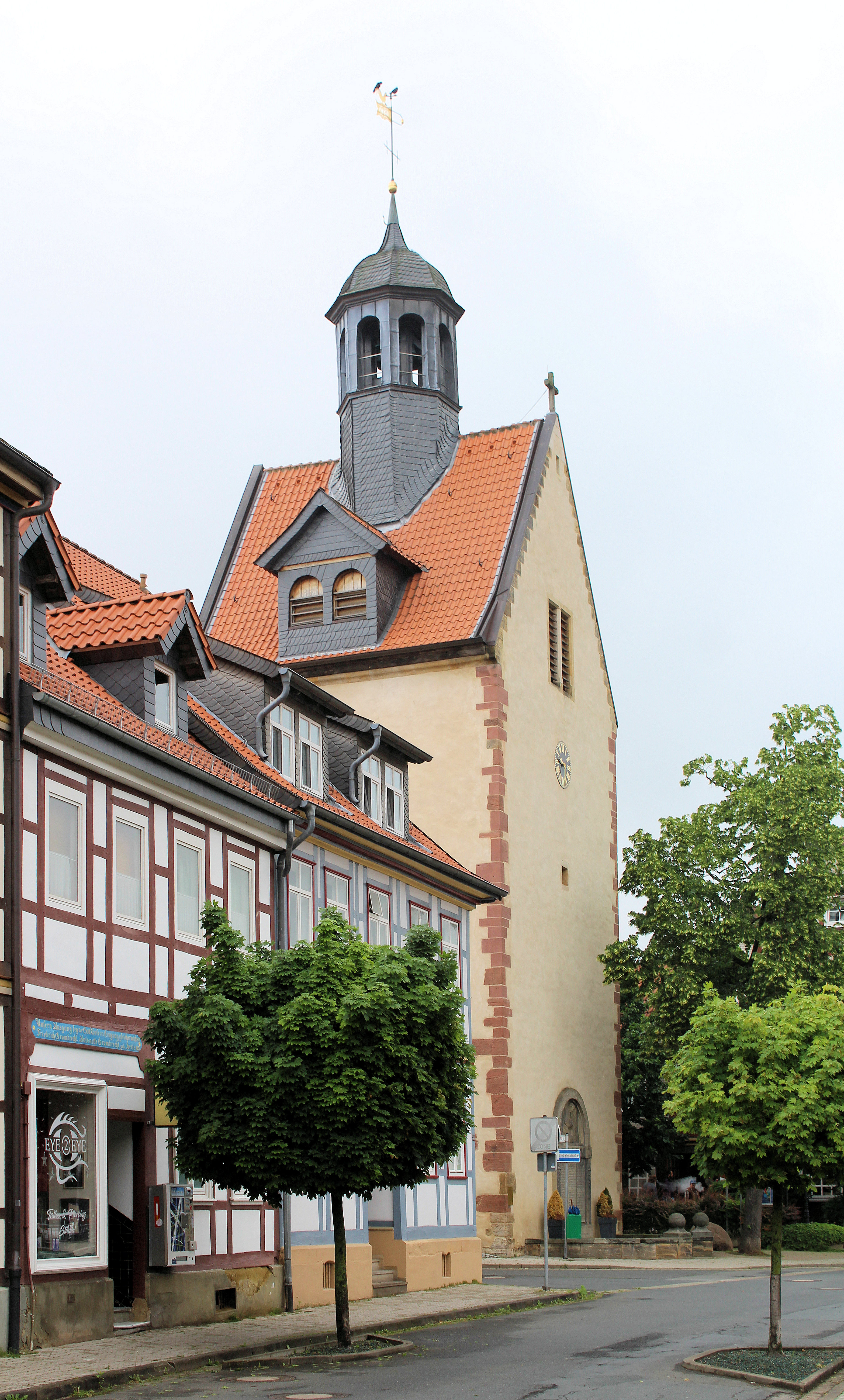
St. Georg

Die evangelisch-lutherische Kirche St. Georg steht in Bad Salzdetfurth, einer Kleinstadt im Landkreis Hildesheim von Niedersachsen. Die Kirche steht unter Denkmalschutz. Die Kirchengemeinde von St. Georg und die Martin-Luther-Kirchengemeinde bilden gemeinsam die Kirchengemeinde Bad Salzdetfurth im Kirchenkreis Hildesheimer Land-Alfeld im Sprengel Hildesheim-Göttingen der Evangelisch-lutherischen Landeskirche Hannovers.

## Beschreibung
Die im 15. Jahrhundert erbaute, dem heiligen Georg gewidmete Kapelle wurde beim Ortsbrand von 1695 zerstört. Um 1700 wurde an ihrer Stelle eine Saalkirche mit eingezogenem, längsrechteckigem Chorturm aufgebaut, dessen Mauerwerk aus verputzten Bruchsteinen mit Ecksteinen besteht. 
Aus dem Satteldach des Chorturms erhebt sich ein achtseitiger, schiefergedeckter Dachreiter, auf dem eine offene Laterne sitzt, bekrönt mit einer glockenförmigen Haube. Klangarkaden befinden sich sowohl in den Dachgauben nach Norden und Süden als auch im Giebel im Osten des Turms, unter letzterem befindet sich das Zifferblatt der Turmuhr. Im Glockenstuhl hängen 3 Kirchenglocken, von denen die älteste 1697 gegossen wurde. Thomas Riedeweg goss 1717 und Christoph August Becker goss 1774 jeweils eine weitere Glocke. 
Das Langhaus hat an den Längsseiten spitzbogige Fenster. Der Innenraum des Langhauses ist mit einem Tonnengewölbe, der um 2 Stufen erhöhte Chor ist mit einem Kreuzgratgewölbe überspannt. Sie sind beide mit einem runden Triumphbogen verbunden. Die Deckenmalereien und die Bemalung der Brüstungen der U-förmigen Emporen gehen auf die erste Hälfte des 18. Jahrhunderts zurück. Das Altarretabel von 1712 hat im Hauptfeld ein Kruzifix, flankiert von Maria und Johannes. Rechts und links des Hauptfelds über zwei gedrehten Säulen wird die Taufe Jesu dargestellt, flankiert von Moses und Aaron. Die um 1700 gebaute Kanzel befand sich bis 1905 über dem Triumphbogen, dann wurde sie auf Höhe Südempore verlegt. 
Die 1715 auf der oberen Westempore aufgestellte Orgel war 1590 für die Hildesheimer Lambertikirche gebaut worden. Sie wurde 1866 durch eine Orgel von Heinrich Schaper mit 20 Registern, 2 Manualen und ein Pedal ersetzt. 1928 erfolgte ein Neubau. Die heutige Orgel mit 19 Registern  wurde 1970 von der Berliner Orgelbauwerkstatt Karl Schuke erbaut.